# حزب اليسار الأخضر (تركيا)
حزب الديمقراطية ومساواة الشعوب (بالكردية: Partiya Wekhevî û Demokrasiya Gelan)‏ ; (بالتركية: Halkların Eşitlik ve Demokrasi Partisi)‏، والمختصر بـ DEM Parti ، المعروف سابقًا باسم حزب الخضر والمستقبل اليساري  حتى 15 أكتوبر 2023 عندما قرر مؤتمر الحزب تغيير الاسم،  هو حزب سياسي مؤيد للأكراد في تركيا . . تأسس في 25 نوفمبر 2012 كحزب أخضر وتحررية يسارية، وهو عبارة عن اندماج حزب الخضر وحزب المساواة والديمقراطية . ومع تسليم حزب الشعوب الديمقراطي (HDP) عمله لهذا الحزب في عام 2023، أصبح هذا أحدث نسخة من حركة الاستقلال الكردية في تركيا.
ومن بين المؤسسين البارزين مراد بيلج، مؤلف سياسي وكاتب عمود سابق في تراف ؛ كوتلوغ أتامان، مخرج سينمائي وفنان معاصر؛ وأوفوك أوراس، النائب السابق عن إسطنبول ورئيس حزب الحرية والتضامن (ÖDP).
وعلى غرار أسلافه، غالباً ما يوصف الحزب من قبل خصومه بأنه الفرع السياسي لحزب العمال الكردستاني (PKK)، الذي تصنفه تركيا كمنظمة إرهابية.

## تاريخ
الحزب هو أحد المشاركين في مؤتمر الشعوب الديمقراطي (HDK)، وهي مبادرة سياسية لعبت دورًا أساسيًا في تأسيس حزب الشعوب الديمقراطي (HDP) في عام 2012.
تم القبض على رؤسائها مؤقتًا في فبراير 2018، لكن أطلق سراحهم مع منعهم من السفر إلى الخارج وتحت مراقبة الشرطة. ووجهت إليهم اتهامات بسبب نشاطهم على وسائل التواصل الاجتماعي والكتب التي كانت بحوزتهم.

### انتخابات 2023
ويواجه حزب الشعوب الديمقراطي قضية إغلاق منذ عام 2021. صرح صلاح الدين دميرطاش أنه إذا تم إغلاق الحزب، فإن المرشحين البرلمانيين لحزب الشعوب الديمقراطي سيدخلون قوائم حزب اليسار الأخضر (YSP) في الانتخابات العامة لعام 2023 . علاوة على ذلك، أعلنت قيادة حزب الشعوب الديمقراطي أنها ستسلم العمل السياسي النشط إلى الحزب الاشتراكي اليمني.
بناءً على القرار المتخذ في 24 مارس 2023، قرر حزب الشعوب الديمقراطي وحزب العمل وحزب الحركة العمالية وحزب الحرية الاجتماعية دخول الانتخابات العامة لعام 2023 من قوائم حزب اليسار الأخضر. وحصل الحزب على 8.82% من الأصوات، ويمتلك حالياً 57 نائباً في البرلمان، فيما حصل حزب الشعوب الديمقراطي على 11.7% من الأصوات في انتخابات 2018 . لم يرشح الحزب الاشتراكي اليمني أي مرشح رئاسي لانتخابات عام 2023، لكنه دعم بدلاً من ذلك زعيم حزب الشعب الجمهوري كمال كيليتشدار أوغلو، الذي كان المرشح الرئاسي المشترك لكتلة معارضة تسمى تحالف الأمة وهزمه الرئيس الحالي، رجب طيب أردوغان. في جولة الإعادة.
عُقد المؤتمر الاستثنائي الرابع لحزب اليسار الأخضر في 15 أكتوبر 2023 في قاعة أتاتورك الرياضية في أنقرة تحت شعار "مرة أخرى من أجل الحرية"، حيث غيّر الحزب الاشتراكي اليمني اسمه وانتخب رؤساء مشاركين جدد. تم تحديد الاسم الجديد للحزب ليكون حزب المساواة والديمقراطية الشعبية (HEDEP). وتم انتخاب النائب عن أضنة، تولاي حاتيموغولاري أوروج، والنائب عن سيرت، تونجر باكيرهان، كرئيسين مشاركين.

## المواقف السياسية
يدعم الحزب اللامركزية ويدعو إلى نقل السلطات المركزية كثيرًا إلى الحكومات المحلية.
وقد اعترف الحزب رسميا بالإبادة الجماعية للأرمن .
وعقب انتخابات 2023، عقد الحزب مؤتمرا في أنقرة لمدة يومين تحت شعار "مع التغيير إلى الحرية". وفي المؤتمر، عرّف تشيديم كيليتشغون أوجار، المتحدث الرسمي باسم حزب اليسار الأخضر، المسألة الكردية بأنها المشكلة الأكثر أهمية في تركيا، ومسألة إنكار وإبادة. صرح تشيديم كيليتشغون أوجار أيضًا أن عبد الله أوجلان هو "الفاعل الأكثر أهمية في عملية التحول الديمقراطي في تركيا"، مدعيًا أن " عزلته المطلقة " في إمرالي التي استمرت لمدة 24 عامًا هي أكبر عقبة أمام التحول الديمقراطي.
بدلاً من النموذج الفرنسي العلماني مع الاستبعاد الكامل للدين من السياسة والحياة الاجتماعية، يشجع الحزب "العلمانية الليبرالية" من خلال أنشطة مثل "مكتب الإسلام الديمقراطي"، وهو جزء من لجنة الشعوب والمعتقدات بالحزب.
في 26 مارس 2023، أصدر الحزب إعلانًا حازمًا عقب اجتماع مجلس الحزب، مؤكدًا التزامه بتحدي نظام الرجل الواحد الحالي في تركيا والدعوة إلى جمهورية ديمقراطية. ويدعو الإعلان الثوار والعلويين والأكراد والنساء والشباب إلى الدفع من أجل التغيير والتعبير عن مطالبهم بحقوقهم والتعليم والسكن.

## نتائج الانتخابات

### انتخابات برلمانية
| تاريخ الانتخابات | رئيس                               | الأصوات   | % من الأصوات | مقاعد    | +/- | موضع |
| ---------------- | ---------------------------------- | --------- | ------------ | -------- | --- | ---- |
| 2023             | تشيديم كيليشجون أوجار ابراهيم اكين | 4,803,774 | 8.82%        | 57 / 600 | ▲57 | رُشِّح  |

### الانتخابات المحلية
| الانتخابات المحلية | الانتخابات المحلية                      | الانتخابات المحلية | الانتخابات المحلية | الانتخابات المحلية | الانتخابات المحلية | الانتخابات المحلية | الانتخابات المحلية | الانتخابات المحلية |
| ------------------ | --------------------------------------- | ------------------ | ------------------ | ------------------ | ------------------ | ------------------ | ------------------ | ------------------ |
| تاريخ الانتخابات   | رئيس                                    | تصويت شعبي         | نسبة مئوية         | البلديات           | البلديات           | المستشارون         | المستشارون         |                    |
| تاريخ الانتخابات   | رئيس                                    | تصويت شعبي         | نسبة مئوية         | المدن الكبرى       | المناطق            | البلدية            | ريفي               |                    |
| 2024               | Tulay Hatımoğulları Oruç تونجر باكيرهان |                    |                    |                    |                    |                    |                    |                    |

## ملحوظات
1. ↑  ((بالتركية: Yeşiller ve Sol Gelecek Partisi)‏), also translated as Greens and the Left Party of the Future, officially abbreviated as Green Left Party ((بالتركية: Yeşil Sol Parti)‏), unofficially abbreviated as YSP or YSGP